# Adaland (Virginia Occidental)
Adaland es un área no incorporada ubicada en el condado de Barbour (Virginia Occidental), Estados Unidos. Está catalogada como un asentamiento humano por la Junta de Nombres Geográficos de los Estados Unidos. Su número de identificación (ID) es 1553692. Se encuentra a 426 m s. n. m. (1398 pies).

## Historia
Se estableció una oficina de correos en 1923 y permaneció en funcionamiento hasta 1923.